# Mesgen Amanow
Mesgen Amanow (ur. 6 września 1986 w Daşoguzie) – turkmeński szachista, arcymistrz od 2009 roku.

## Kariera szachowa
W latach 1999, 2000 i 2002 trzykrotnie (w tym 2 razy na I szachownicy) reprezentował Turkmenistan na szachowych olimpiadach juniorów do 16 lat. Był również dwukrotnym uczestnikiem mistrzostw świata juniorów (2001 – do 18 lat, 2005 – do 20 lat). W 2005 r. wystąpił w drużynowych mistrzostwach Azji, natomiast w 2006, 2008 i 2010 r. – na szachowych olimpiadach.
W 2006 r. zdobył w Aszchabadzie tytuł indywidualnego wicemistrza Turkmenistanu. W 2008 r. odniósł dwa zwycięstwa w kołowych turniejach rozegranych w Ałuszcie (w obu wypełniając arcymistrzowskie normy) oraz zajął I m. w Hazarze. W 2009 r. zwyciężył w otwartym turnieju w Skokie. W 2011 r. podzielił II m. (za Michaelem Adamsem, wspólnie m.in. z Loekiem van Welym) w Los Angeles.
Najwyższy ranking w dotychczasowej karierze osiągnął 1 września 2011 r., z wynikiem 2541 punktów zajmował wówczas 1. miejsce wśród turkmeńskich szachistów.